# Out of Many, One Music
Out of Many, One Music è il dodicesimo album discografico in studio del cantante giamaicano Shaggy, pubblicato nel 2013.

## Tracce
1. If U Slip U Slide (You Could Be Mine) (feat. Melissa Musique) – 3:49
2. Never Knew What I Missed – 3:29
3. Like Never Before (feat. Cocoa Tea, Joe) – 3:39
4. Fight This Feeling (feat. Beres Hammond) – 3:18
5. All We Need Is Love (feat. Jimmy Cozier, Konshens) – 3:22
6. Money And Friends – 3:26
7. You Girl (feat. Ne-Yo) – 4:05
8. Deadly Love (feat. Peetah Morgan, Tessanne Chin) – 3:41
9. My Duty (feat. Tarrus Riley) – 3:45
10. Crazy (feat. Damian "Jr. Gong" Marley) – 4:07
11. Bridges (feat. Chronixx) – 3:40
12. Trouble Under Your Roof – 4:08
13. Scheming – 4:15